# Ноллис, Екатерина
Екатери́на Но́ллис (англ. Catherine Knollys, также англ. Katherine Knollys; ок. 1524 года — 15 января 1569 года, Хэмптон-корт) — дочь Марии Болейн, старшая Дама опочивальни королевы Елизаветы I.

## Биография

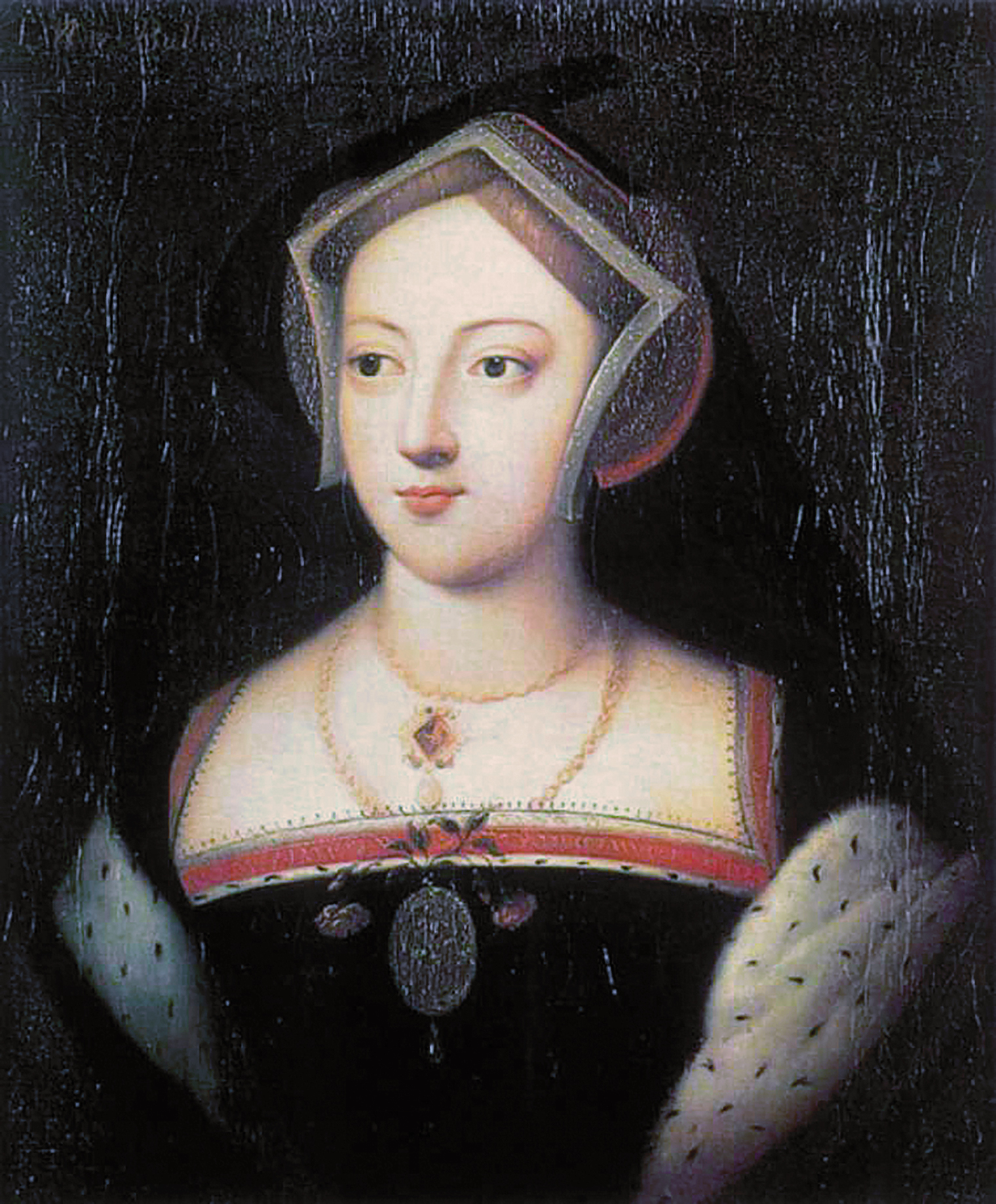
Мария Болейн, мать Екатерины, сестра королевы Анны и любовница короля Генриха VIII

Екатерина родилась приблизительно в 1524 году и была дочерью сэра Уильяма Кэри, придворного Генриха VIII, и Марии Болейн, которая некоторое время была любовницей короля. Существует предположение, что Екатерина была незаконнорождённой дочерью Генриха VIII, что делает Екатерину не только кузиной королевы Елизаветы по матери, но и сестрой по отцу. Хотя король никогда не признавал её как свою дочь, при дворе Екатерину уважали и с возрастом она всё больше походила на Генриха.
Екатерина, как говорили современники, была свидетельницей казни в 1536 году её тётки, королевы Анны, второй жены Генриха VIII. Вместе с тем по мнению биографа Марии Болейн Элисон Уэйр версия о том, что Екатерина провела ночь перед казнью Анны вместе с ней в Тауэре, чтобы отвлечь её, неверна.
Екатерина была почётной фрейлиной Анны Клевской и Екатерины Говард, четвёртой и пятой жён Генриха VIII. 26 апреля 1540 года Екатерина вышла замуж за сэра Фрэнсиса Ноллиса. Хотя её муж и был рыцарем с 1547 года, почётное звание рыцаря ордена Подвязки ему пожаловали лишь в 1593 году. Он занимал должность казначея королевского двора. Со времён замужества Екатерина стала известна как госпожа Ноллис, а с 1547 года — леди Ноллис. За пределами Лондона пара проживала в Рединге, Беркшир, и в Ротерфилд Грейс, Оксфордшир.
Из-за гонений на протестантов во времена правления Марии I Католички чета Ноллис в 1556 году была вынуждена отправиться в изгнание на континент. Здесь Екатерина вела активную переписку со своей кузиной Елизаветой, а когда та стала королевой, Екатерина была назначена старшей Дамой опочивальни. За первые десять лет правления Елизаветы Екатерина смогла совместить самую важную и почётную должность среди фрейлин с рождением и воспитанием более чем десятка детей. Елизавета никогда не относилась к Екатерине как к единокровной сестре; впрочем, ни сама Екатерина, ни её муж никогда не настаивали на существовании такого родства. Тем не менее, Елизавета признавала Екатерину самой любимой кузиной, и среди других родственниц королевы не было ни одной, с которой та была бы так же близка, как с леди Ноллис.
Екатерина Ноллис умерла в Хэмптон-корте 15 января 1569 года и была погребена в апреле в часовне Св. Эдмунда в Вестминстерском аббатстве. По приказу Елизаветы для неё были организованы пышные похороны, обошедшиеся в 640 фунтов, 2 шиллинга и 11 пенсов.
Эпитафия на могиле леди Ноллис гласит:

Достопочтенная леди Кэтрин Ноллис, старшая дама опочивальни Её Величества королевы, и жена сэра Фрэнсиса Ноллиса, рыцаря, казначея двора Её Высочества, ушла из жизни пятнадцатого января 1568, в Хэмптон-корте, и была погребена с честью в этой часовне.

Эта леди Ноллис, и лорд Хансдон её брат, были детьми Уильяма Кэри, эсквайра; и леди Марии его жены, одной из дочерей и наследниц Томаса Болейна, графа Уилтшира и Ормонда; леди Мария была сестрой Анны королевы Англии, жены короля Генриха Восьмого, отца и матери Елизаветы королевы Англии.
Оригинальный текст (англ.)The Right Honourable Lady Catherine Knollys, chief Lady of the Queen's Majesty's Bedchamber, and Wife to Sir Francis Knollys, Knight, Treasurer of Her Highnesses Houshold, departed this Life the Fifteenth of January, 1568, at Hampton-Court, and was honourably buried in the Floor of this Chapel.

This Lady Knollys, and the Lord Hunsdon her Brother, were the Children of William Caree, Esq; and of the Lady Mary his Wife, one of the Daughters and Heirs to Thomas Bulleyne, Earl of Wiltshire and Ormonde; which Lady Mary was Sister to Anne Queen of England, Wife to K. Henry the Eighth, Father and Mother to Elizabeth Queen of England.

## Дети
Френсис и Екатерина стали родителями четырнадцати детей, из которых только младший, Дадли, умер в младенчестве:
- Мэри (1541 / 1542—1593) — была замужем за Эдвардом Сталкером.
- Генри[англ.] (1541 / 1542—1583) — член парламента от графства Кент, затем от Оксфордшира; был женат на Маргарет Кейв, дочери сэра Эмброуза Кейва[англ.] и Маргарет Уиллингтон, от которой имел двух дочерей — Элизабет и Летицию[8].
- Летиция (1543—1634) — была трижды замужем: в первом браке за Уолтером Деверё, 1-м графом Эссексом, от которого родила пятерых детей; во втором браке за Робертом Дадли, 1-м графом Лестером, в браке с которым родила одного ребёнка — сына Роберта, умершего в возрасте трёх лет; в третьем браке за сэром Кристофером Блаунтом, в этом браке детей не было.
- Уильям (1544 / 1545—1632) — 1-й граф Банбери; был дважды женат: первым браком на вдове Дороти Брей[англ.], дочери Эдмунда Брея, 1-го барона Брея, и Джейн Холлиуэлл, брак был бездетным; вторым браком на Элизабет Говард, дочери Томаса Говарда, 1-го графа Саффолка, и Кэтрин Найвет[англ.], от которой имел двух сыновей — Эдварда и Николаса.
- Эдвард (1546—1580) — член парламента.
- Роберт (1547—1626) — член парламента от Рединга, графство Беркшир (1572—1589), Брекнокшира (1589—1604), Эбингдона, графство Оксфордшир (1604, 1624—1625) и Беркшира (1626); был женат на Кэтрин Воган, дочери сэра Роланда Вогана.
- Маргарет (Мод) (1548 — ?)
- Элизабет Ноллис[англ.] (1549 — ок. 1605) — была замужем за сэром Томасом Лейтоном, губернатором Гернси, от которого родила сына и двух дочерей[9].
- Томас (ум. 1596) — участвовал в Восьмидесятилетней войне, был губернатором Остенде в 1586 году; был женат на Оделии де Морада, дочери Иоанна де Морада, маркиза Бергена.
- Ричард (1552—1596) — член парламента от Уоллингфорда (1584), затем от Нортгемптона (1588); был женат на Джоан Хэйем, дочери Джона Хэйема из Гиффордс-холла.
- Фрэнсис[англ.] (1552 / 1553—1648) — адмирал, член Палаты общин; был женат на Летиции Баррет, дочери Джона Баррета из Хэнхема, от которой имел девять детей[10].
- Анна[англ.] (1555—1608) — была замужем за Томасом Уэстом, 2-м бароном де Ла Варр, от которого родила четырнадцать детей.
- Кэтрин (1559—1620) — была дважды замужем: в первом браке за Джеральдом Фицджеральдом, 1-м бароном Оффали[англ.], от которого родила дочь Летицию; во втором браке за сэром Филипом Батлером.
- Дадли (май—июнь 1562).

## Образ в литературе
Предположение о том, что Екатерина и её брат Генри Кэри являются бастардами короля Генриха VIII, появляется в романе Филиппы Грегори Ещё одна из рода Болейн. В другом романе Грегори, Наследство рода Болейн, Екатерина пребывает при дворе фрейлиной сначала Анны Клевской, затем Кэтрин Говард. В романе Грегори Любовник королевы Екатерина предстаёт в роли матери семнадцатилетней Летиции Ноллис и близкой компаньонки королевы Елизаветы.
В книге Элисон Принц Жёны Генриха VIII рассказчица является подругой Кэтрин «Китти» Кэри, отец которой умер от потливой горячки. Здесь Кэтрин считается дочерью короля от Марии Болейн.
Екатерина также является героиней романа Эдриенна Дилларда Кор Ротто: Роман Кэтрин Кэри и подросткового романа Венди Данн Свет в лабиринте.